# Nino Pršeš
Nino Pršeš (Sarajevo, 29 agosto 1972) è un cantante bosniaco, rappresentante della Bosnia ed Erzegovina all'Eurovision Song Contest 2001 con il brano Hano.

## Biografia
Il 10 marzo 2001 Nino Pršeš ha partecipato a BH Eurosong, la selezione bosniaca per l'Eurovision Song Contest, cantando Hano e venendo incoronato vincitore dalla giuria.
All'Eurovision, che si è tenuto il successivo 12 maggio a Copenaghen, si è piazzato al 14º posto su 23 partecipanti, con 29 punti totalizzati.

## Discografia

### Album in studio
- 2000 – Ženi se
- 2001 – Jedan kroz jedan
- 2005 – Rum-pum

### Singoli
- 2001 – Hano